# Референдум щодо членства Словаччини в Європейському Союзі (2003)
Референдум у Словаччині 2003 року був п'ятим референдумом у Словаччині, який відбувся 16—17 травня 2003 року. Участь становила 52,15 %. Цей референдум — єдиний із 8 національних референдумів у Словаччині, який визнано дійсним.
Референдум оголосив президент Рудольф Шустер.
Питання референдуму: «Чи згодні ви, що Словаччина стане країною-членом ЄС?».

## Результат
| Вибір           | Голоси    | %    |
| --------------- | --------- | ---- |
| За              | 2 012 870 | 93,7 |
| Проти           | 135 031   | 6,3  |
| Недійсні голоси | 27 488    | —    |
| Усього          | 2 175 389 | 100  |
| Виборці, %      | 4 174 097 | 52,1 |